# Monaco ved sommer-OL 2024
Monaco deltager i sommer-OL 2024 i Paris, Frankrig i perioden 26. juli til 11. august 2024.
De vandt ingen medaljer.

## Medaljer
| 2024 Paris | Guld | Sølv | Bronze | Total |
| Monaco     | 0    | 0    | 0      | 0     |

### Medaljevinderne
| Monaco sommer-OL 2024 i Paris | Monaco sommer-OL 2024 i Paris | Monaco sommer-OL 2024 i Paris | Monaco sommer-OL 2024 i Paris | Monaco sommer-OL 2024 i Paris |
| Medalje                       | Navn                          | Sport                         | Event                         | Dato                          |
| ----------------------------- | ----------------------------- | ----------------------------- | ----------------------------- | ----------------------------- |
| -                             | -                             | -                             | -                             | -                             |